# Осович, Сергей Валентинович
Сергей Валентинович Осович (род. 16 декабря 1973, Росток) — советский, украинский и австрийский легкоатлет, специалист по бегу на короткие дистанции. Выступал за сборные СССР, СНГ, Украины и Австрии по лёгкой атлетике в 1991—2006 годах, обладатель серебряной медали чемпионата Европы, чемпион Европы в помещении, многократный победитель и призёр первенств национального значения, действующий рекордсмен Украины в эстафете 4 × 100 метров, в беге на 50 и 200 метров в помещении, участник летних Олимпийских игр в Атланте.

## Биография
Сергей Осович родился 16 декабря 1973 года в Ивано-Франковске, Украинская ССР.
Впервые заявил о себе в лёгкой атлетике на международном уровне в сезоне 1991 года, когда вошёл в состав советской национальной сборной и выступил на юниорском европейском первенстве в Салониках, где одержал победу в программе эстафеты 4 × 100 метров.
В 1992 году был заявлен на юниорское мировое первенство в Сеуле в беге на 200 метров, но в итоге на старт здесь не вышел.
После распада Советского Союза представлял национальную сборную Украины. Так, в 1994 году занял второе место в беге на 200 метров и в эстафете 4 × 100 метров на Кубке Европы в Бирмингеме, получил серебро в эстафете на чемпионате Европы в Хельсинки, занял шестое и четвёртое места на Играх доброй воли в Санкт-Петербурге в беге на 200 метров и в эстафете 4 × 100 метров соответственно.
В 1995 году отметился выступлением на чемпионате мира в помещении в Барселоне и на чемпионате мира в Гётеборге.
В 1996 году на Кубке Европы в Мадриде вместе с соотечественниками Константином Рураком, Олегом Крамаренко и Владиславом Дологодиным одержал победу в эстафете 4 × 100 метров, установив при этом ныне действующий национальный рекорд Украины — 38,53. Благодаря череде удачных выступлений удостоился права защищать честь страны на летних Олимпийских играх в Атланте — в индивидуальном беге на 100 метров дошёл до стадии четвертьфиналов, тогда как в эстафете с теми же партнёрами благополучно вышел в финал и занял в решающем забеге четвёртое место.
В 1997 году бежал 200 метров и эстафету 4 × 100 метров на чемпионате мира в Афинах.
На чемпионате Европы в помещении 1998 года в Валенсии превзошёл всех соперников на дистанции 200 метров и завоевал золотую медаль.
В 1999 году выступил в беге на 200 метров на чемпионате мира в Севилье.
В 2000 году в дисциплине 200 метров дошёл до полуфинала на чемпионате Европы в помещении в Генте.
Впоследствии принял австрийское гражданство и в 2003—2006 годах выступал за национальную сборную Австрии. По завершении спортивной карьеры работал тренером в клубе LCC в Вене.